# Acqua Vergine
Acqua Vergine è la nona zona di Roma nell'Agro romano, indicata con Z. IX.
Il toponimo indica anche la zona urbanistica 8D del Municipio Roma VI di Roma Capitale.

## Geografia fisica

### Territorio
Si trova nell'area est del comune, a ridosso ed esternamente al Grande Raccordo Anulare, fra il fiume Aniene a nord e la via Prenestina a sud.
La zona confina:
- a nord con la zona Z. VI Settecamini[1]
- a est con la zona Z. X Lunghezza[2]
- a sud con la zona Z. XIII Torre Angela[3]
- a ovest con le zone Z. VIII Tor Sapienza[4] e Z. VII Tor Cervara[5]

## Storia
Una leggenda narra che una fanciulla indicò la sorgente d'acqua qui presente ai soldati assetati. Da tale leggenda la fonte prese il nome di Aqua Virgo.
Il 9 giugno del 19 a.C., Marco Vipsanio Agrippa inaugurò l'acquedotto omonimo, fatto costruire per rifornire le sue terme in Campo Marzio.

## Monumenti e luoghi d'interesse

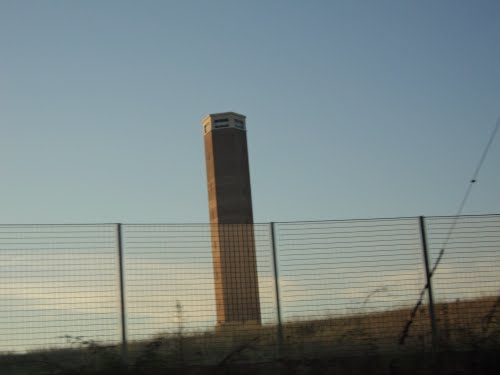
Torre piezometrica del Centro idrico di Salone

### Architetture civili
- Casale di Salone, su via di Salone. Casali del XVI secolo. 41.916789°N 12.62975°E

Già villa del cardinale Trivulzi, progettata dell'architetto Baldassarre Peruzzi.
- Torre presso le sorgenti dell'Acqua Vergine, su via Collatina. Torre medievale. 41.911238°N 12.633195°E
- Torre piezometrica del Centro idrico di Salone, sulle sorgenti dell'Acqua Vergine. Torre del XX secolo. 41.910326°N 12.626877°E

### Architetture religiose
- Chiesa di San Patrizio, su via Acciaroli, in località Colle Prenestino. Chiesa del XX secolo. 41.89506°N 12.629038°E
- Chiesa di San Luigi di Montfort, su via Prenestina. Chiesa del XX secolo. 41.892299°N 12.649799°E

Chiesa annessa alla parrocchia di San Massimiliano Kolbe.

### Siti archeologici
- Acquedotto dell'Acqua Vergine. Acquedotto del I secolo a.C.
- Villa romana a Via Pagani, su via Pagani. Villa dell'età imperiale. 41.893372°N 12.630972°E

## Geografia antropica

### Urbanistica
Nel territorio di Acqua Vergine si estende l'omonima zona urbanistica 8D.

### Suddivisioni storiche
Nel territorio di Acqua Vergine insistono il settore nord della frazione Colle Prenestino, tagliata in due dalla via Prenestina, l'area urbana Colli della Valentina, e una piccola parte di La Rustica.

## Infrastrutture e trasporti

### Ferrovie
|  | È raggiungibile dalle stazioni di La Rustica U.I.R. e Salone. |